# Batalla de Rastán (2012)
La Segunda Batalla de Rastán fue un conflicto bélico entre el ejército sirio y el Ejército Sirio Libre por el control de la ciudad de Rastán. Tuvo lugar entre el 29 enero y el 5 febrero de 2012. Situada en la gobernación de Homs, Rastán es una ciudad de 60 000 habitantes. El ELS capturó Rastán tras días de intensos combates, según los vecinos y la oposición.

## Batalla
Los primeros informes de las batallas más importantes de Rastan fueron el 29 de enero de 2012, después de la misión de la Liga Árabe y el alto el fuego subsecuente, cuando tres desertores fueron asesinados. Un activista local en Rastan, quien dijo que los enfrentamientos duraron seis horas, confirmó la cifra. Un gran número de soldados en los incontables puestos de control dentro de la ciudad desertaron y volvieron sus armas contra los soldados del régimen, dijo.[cita requerida] Los residentes están tratando de ayudar a los desertores luchar para salir de Rastan y llegar a las posiciones del Ejército Sirio Libre, agregó el activista, quien habló bajo condición de anonimato. Hay regulares pequeñas manifestaciones en las calles, pero sólo unas pocas personas salen porque los francotiradores están por todas partes y el ejército está llevando a cabo arrestos en masa cada vez que hay una protesta. Al final del día, un video del ELS declaración afirmó que controlaban la ciudad de 60.000 habitantes. Sin embargo, la lucha continuó.
El 30 de enero, un teniente primero dijo que desertó del Batallón de la Brigada Hamza Khaled ruta fuerzas del régimen de diversos barrios de la zona oeste de Rastan y se comprometió a seguir luchando hasta que los barrios restantes fueron liberados. Su comandante, el Mayor Ayyoub Ali, confirmó esto y dijo: El ejército de Assad está a la defensiva ahora. Están varados en algunos bolsillos. Sólo seguir adelante después de recibir refuerzos y el Ejército Sirio Libre está siempre allí para interceptar sus movimientos. El Batallón Hamza declaró que había destruido cuatro puestos del ejército, dos tanques, vehículos blindados y varios otros. Los activistas publicaron un video de un tanque destruido corrobora que al menos una parte de los créditos del ELS. En el video, el daño grave se puede ver en los edificios circundantes. Sin embargo los residentes parecían animados por los éxitos del ELS. Un video fue publicado en línea de una protesta llevada a cabo «bajo la protección del Ejército Libre Sirio». Los activistas informaron que cinco civiles murieron a manos de los leales que bombardearon la ciudad durante la batalla. El mayor Ayyoub se negó a revelar cuántos soldados del ELS participaban en la defensa de la ciudad, alegando razones de seguridad, pero se había puesto el número en los centenares.
Al día siguiente, los desertores obtuvieron el control completo de la ciudad, según un activista de la ciudad.
Tanques leales eran todavía capaces de bombardear la ciudad. Uno de esos ataques mató a 10 civiles e hirió a otros 15 al derrumbarse un edificio. Los activistas locales también afirmó que 20 más habían muerto durante la batalla, con los cuerpos que son puestos en una mezquita con las víctimas del edificio destruido.
El 5 de febrero, el ELS declaró liberada a Rastán.  Un líder de un batallón de la oposición dijo que 42 personas murieron en la ciudad en los días anteriores.

## Consecuencias
Durante un ataque de artillería el 9 de febrero, murió el coronel del ELS, Jihad Muhammad Ahmad.
El 13 de febrero, los tanques del gobierno trataron de presionar a la ciudad de Rastan. Sin embargo, fueron repelidos por el Ejército Sirio Libre, y al menos tres soldados perdieron la vida.
Después de volver a tomar el distrito Baba Amr en Homs, 700 rebeldes y civiles perdieron la vida en un asalto. Según Human Rights Watch, las fuerzas de seguridad comenzaron a bombardear intensamente la ciudad de Rastan. Se informó que al menos 12 civiles, entre ellos niños, fueron asesinados por los bombardeos. El 4 de marzo, siete civiles, entre ellos cuatro niños, fueron asesinados por los bombardeos del gobierno. Entre las víctimas había seis miembros de una familia que murieron cuando un cohete cayó en su casa, dijo el Observatorio Sirio para los Derechos Humanos que informaron intenso bombardeo de Rastan durante todo el día. 15 cohetes fueron reportados haber caído en 15 minutos.
Un general mayor del ejército anunció su deserción del 6 de marzo por la de los bombardeos del ejército de Rastan. Él publicó un video en el que mostró su tarjeta de identificación y estaba flanqueado por otros oficiales y anunció: 

«Declaro mi deserción del ejército sirio al Ejército Libre Sirio, a causa de los bombardeos de artillería contra Rastan que continúa violentamente. Las casas han sido dañadas y los niños y mujeres fueron asesinados. Este no es el comportamiento correcto del Ejército sirio, y por eso yo declaro mi deserción del Ejército Libre Sirio. Larga vida libre a Siria.»

Una semana después, el 16 de marzo, dos civiles fueron muertos por bombardeos del gobierno. El 27 de marzo, tres miembros de las fuerzas armadas perdieron la vida cuando el gobierno trató de introducir Rastan pero fueron rechazados. [18] Tres días después, dos brigadieres generales desertaron a ELS en Rastan. Videos mostraron a los generales que anuncian su alianza con el Ejército Sirio Libre al mismo tiempo que muestran sus tarjetas de identificación militares.
El 5 de abril, el ejército mató a por lo menos cuatro civiles cuando los bombardeos Rastan pesadamente. Dos niños entre los muertos.
El 14 de mayo, los activistas informaron que las conchas hizo llover sobre Rastan, a razón de una concha por minuto. Nueve personas murieron en el bombardeo. Entre los muertos estaba un comandante rebelde local.  En respuesta, los combatientes de la oposición atacaron tres vehículos blindados que transportaban tropas gubernamentales cuando se dirigían a Rastan, matando a 23 soldados.
A finales de mayo, un reportero de la BBC en la ciudad informó que los rebeldes estaban encerrados en la lucha callejera permanente con las fuerzas del gobierno que estaban respondiendo con bombardeos de artillería esporádicos.